# Tháng 6 năm 2010
Tháng 6 năm 2010 bắt đầu vào Thứ Ba và kết thúc sau 30 ngày vào Thứ Tư.

## Chủ đề:Thời sự
| Thứ ba, ngày 1 tháng 6 |
| - Tối cao Pháp viện Iraq có bước quan trọng trong việc giải quyết cuộc khủng hoảng về cuộc bầu cử ở quốc gia này, xác nhận kết quả và tuyên bố một liên minh gồm các đảng không thuộc giáo phái nào đã chiếm được nhiều phiếu nhất, theo đó liên minh Iraqiya do ông Ayad Allawi lãnh đạo được 91 ghế, thắng cử. |

| Thứ tư, ngày 2 tháng 6 |
| - Phiến quân Taliban mở cuộc tấn công tự sát vào nơi tổ chức hội nghị hòa bình toàn quốc (jirga) khiến Tổng thống Hamid Karzai phải ngưng bài diễn văn khai mạc để ngỏ lời trấn an thành phần đại biểu tham dự khi họ sợ hãi vì nghe thấy tiếng nổ của hỏa tiễn và tiếng súng liên thanh bên ngoài. Đến ngày 6/6, Tư lệnh An ninh Tình báo, Amrullah Saleh, và Bộ trưởng Nội vụ Afghanistan, Hanif Atmar, từ chức để nhận trách nhiệm vì đã để cho phiến quân lọt qua hàng rào kiểm soát và mở cuộc tấn công. |

| Thứ năm, ngày 3 tháng 6 |
| - Giám mục Công giáo Luigi Padovese bị đâm chết bên ngoài tư gia ở thành phố cảng Iskenderun, vùng phía Nam Thổ Nhĩ Kỳ, chỉ một ngày trước khi ông lên đường đi Cộng hòa Síp để chào đón Đức Giáo hoàng. Vụ giết người này có vẻ không vì lý do chính trị. - Thượng nghị sĩ Hoa Kỳ Jim Webb loan báo ông đình hoãn chuyến viếng thăm Myanmar vì có các tố cáo rằng quốc gia này hợp tác với Bình Nhưỡng để phát triển chương trình nguyên tử. |

| Thứ sáu, ngày 4 tháng 6 |
| - Chiếc tàu Rachel Corrie chở hàng cứu trợ nhất quyết phá vỡ lệnh phong tỏa khu Gaza có thể tiến vào khu vực hải phận giới hạn rộng 32 km của Israel vào chiều tối, theo một nhân vật trong phía tranh đấu, tuy nhiên thủ tướng Israel khẳng định rằng tàu này sẽ không thể nào cập bến. - Sau sự ra đi bất ngờ của Thủ tướng Hatoyama Yukio chỉ sau tám tháng cầm quyền, ông Kan Naoto, người có tiếng là nói thẳng và được sự yêu mến của dân chúng, được đề cử làm Thủ tướng Nhật Bản. Ông sẽ phải đối đầu với nhiều vấn đề khó khăn, từ nhu cầu thúc đẩy nền kinh tế trì trệ của Nhật cho đến việc giảm thiểu số nợ quốc gia ngày càng cao. - Giới hữu trách Ba Lan bắt giữ Uri Brodsky tình nghi thuộc cơ quan tình báo Mossad của Israel, bị truy nã vì có liên hệ đến vụ ám sát Mahmoud al-Mabhouh, một cấp chỉ huy lực lượng dân quân Hamas ở Dubai. |

| Chủ nhật, ngày 6 tháng 6 |
| - Chính phủ Úc loan báo cuộc điều tra của cảnh sát để xem công ty Google có thu thập một cách bất hợp pháp dữ kiện cá nhân từ các hệ thống không dây. Úc nay là quốc gia thứ nhì điều tra đại công ty Internet này vì dịch vụ "Street View" của họ. |

| Thứ hai, ngày 7 tháng 6 |
| - Bom và đạn lấy mất sinh mạng của 10 binh sĩ NATO, gồm 7 lính Mỹ, trong một đợt các cuộc tấn công, và được coi là ngày đẫm máu nhất trong năm đối với lực lượng quốc tế. - Jang Song Thaek, người em rể của lãnh tụ cộng sản Triều Tiên Kim Chính Nhật được đưa lên giữ chức vụ đứng hàng thứ nhì trong hệ thống lãnh đạo quốc gia này, một vị trí có thể cho ông ta trở thành người kế vị hay có quyền chỉ định người con nào của ông Kim được quyền kế vị sau này. - Sau khi bị cảnh sát Chile bắt ngày 3/6 vì tình nghi giết một cô gái khác tên Stephany Flores trong một khách sạn ở Lima, Peru, Lưu trữ ngày 9 tháng 11 năm 2012 tại Wayback Machine thanh niên Hà Lan tên Joran van der Sloot, kẻ từ lâu bị coi là nghi can trong vụ mất tích năm 2005 của nữ học sinh Natalee Holloway của Hoa Kỳ tại đảo Aruba trong vùng Caribe, nhận tội giết một cô gái trẻ tên Flores Ramírez người Peru trong phòng khách sạn của anh ta ở thủ đô Lima. |

| Thứ tư, ngày 9 tháng 6 |
| - Hội đồng Bảo an Liên Hợp Quốc thông qua nghị quyết thứ tư nhằm trừng phạt Iran về chương trình nguyên tử của quốc gia này, trước thái độ ương ngạnh của chính quyền Tehran không chịu tuân hành các khuyến cáo trước đó. - Có ít nhất 40 người thiệt mạng và 77 bị thương trong vụ nổ tại một lễ cưới ở tỉnh Kandahar, miền Nam Afghanistan. |

| Thứ năm, ngày 10 tháng 6 |
| - Tướng Stanley McChrystal chỉ huy lực lượng NATO tại mặt trận Afghanistan nói với giới phóng viên báo chí tại Bruxelles rằng quân số biệt kích Hoa Kỳ trên chiến trường Afghanistan tăng gần gấp ba trong năm qua và bắt được hoặc hạ sát 121 cấp chỉ huy Taliban và các đơn vị biệt kích-gồm các toán nhỏ được huấn luyện tinh nhuệ- ngày càng hoạt động nhiều hơn cạnh các đơn vị chính phủ Afghanistan và thông báo cho giới chức chính quyền biết trước các cuộc hành quân của họ. Lưu trữ ngày 31 tháng 1 năm 2013 tại Wayback Machine - Vào chiều tối, ít nhất 30 tay súng tràn vào một trung tâm cai nghiện ở thành phố Chihuahua của México sát biên giới Hoa Kỳ và nổ súng làm thiệt mạng 19 người, cùng làm bị thương 4 người khác. |

| Thứ sáu, ngày 11 tháng 6 |
| - Các đám đông võ trang đốt cháy nhiều khu phố nơi người Uzbekistan sinh sống trong vùng Nam Kyrgyzstan trong cuộc tranh chấp chủng tộc khiến ít nhất 37 người chết và hơn 500 người bị thương. Tình trạng khẩn trương được ban hành tại quốc gia Trung Á này, nơi có cả căn cứ quân sự của Hoa Kỳ và của Nga. Đến ngày 14/6, khoảng 100.000 người dân thiểu số gốc Uzbekistan phải rời bỏ nhà cửa chạy về hướng biên giới để lánh nạn, trốn tránh các đám đông người Kyrgyzstan kéo đến đốt phá, giết chóc, theo một nhân vật lãnh đạo Uzbekistan. - Đề cập đến vụ tai tiếng các linh mục xâm phạm tình dục trẻ em, trong buổi thánh lễ, nhân ngày Năm của Linh mục tổ chức tại Quảng trường Thánh Phêrô ở Vatican với sự hiện diện của 15.000 linh mục từ khắp thế giới, Đức Giáo hoàng Biển Đức XVI khẩn khoản kêu gọi các nạn nhân hãy tha thứ, và hứa "sẽ làm những gì có thể được" để che chở cho các em. - Công ty dịch vụ thông tin điện tử Google đả kích chế độ Hà Nội đang ngày càng siết chặt sự sử dụng Internet ở Việt Nam bằng cách bắt buộc các cửa hàng dịch vụ Internet cài đặt phần mềm để kiểm soát khách hàng cũng như ngăn chặn các nguồn thông tin "lề trái". - Giới chức lãnh đạo giáo hội Công giáo Cuba nói chính quyền nơi đây đồng ý trả tự do cho tất cả các tù nhân chính trị (trong đó có Ariel Sigler Amaya) đang bị đau yếu và chuyển sáu người khác về các nhà tù gần nhà. Đây là diễn biến mới nhất trong một loạt các hành động được coi là nhượng bộ từ phía một chính quyền từ trước đến nay vẫn không chấp nhận có sự đối lập chính trị. |

| Thứ bảy, ngày 12 tháng 6 |
| - Một tàu đánh cá Pháp cứu thiếu nữ Abby Sunderland của California trên chiếc thuyền buồm bị hư hại nặng nề trong vùng biển phía Nam Ấn Độ Dương gần đảo Réunion, chấm dứt sự lo lắng cho gia đình cô nhưng cũng chấm dứt nỗ lực một mình lái thuyền buồm vòng quanh thế giới của cô gái này. |

| Chủ nhật, ngày 13 tháng 6 |
| - 6,5 triệu người Bỉ nói tiếng Hà Lan và 4 triệu nói tiếng Pháp xưa nay vẫn phải gài trong một thế liên minh không mấy hứng thú và đầy mâu thuẫn, các cử tri đi bầu trong cuộc tổng tuyển cử để chọn lựa. - Trên sân vận động Moses Mabhida, thành phố Port Elizabeth, trong Giải vô địch bóng đá thế giới 2010, đội tuyển Đức dễ dàng đè bẹp Úc như mọi dự đoán về bảng D, với tỷ số 4-0 trong một trận không cân sức. Lưu trữ ngày 17 tháng 8 năm 2014 tại Wayback Machine - Quân đội Colombia tiến hành Chiến dịch Tắc kè hoa ở Guaviare và giải cứu bốn giới chức cảnh sát từng bị phiến quân FARC giam giữ trong rừng sâu từ gần 12 năm qua. |

| Thứ hai, ngày 14 tháng 6 |
| - Các nhà địa chất học Hoa Kỳ khám phá các mỏ quý kim khổng lồ ở Afghanistan, có thể trị giá tới $1 ngàn tỷ, theo phát ngôn viên của tổng thống Hamid Karzai. - Chính phủ Obama cảnh cáo hơn một chục quốc gia, trong đó có Iran, Triều Tiên, Cuba và Miến Điện, rằng họ có thể bị cấm vận nếu không nỗ lực đủ để chống nạn buôn người. - Tình trạng bạo động liên quan đến ma túy ở Mexico khiến 43 người chết trong ngày, kể cả 28 tù nhân bị giết trong các cuộc đụng độ giữa băng đảng đối nghịch và 12 cảnh sát viên thiệt mạng trong một cuộc phục kích. Lưu trữ ngày 16 tháng 6 năm 2010 tại Wayback Machine |

| Thứ ba, ngày 15 tháng 6 |
| - Cảnh sát bắt giữ 178 người ở Âu Châu và Hoa Kỳ tình nghi giả mạo thẻ tín dụng trong một đường dây tội phạm quốc tế gây thiệt hại hơn 20 triệu euro (khoảng $24,6 triệu Mỹ kim), theo nguồn tin cảnh sát Tây Ban Nha. - Mười lăm người, tình nghi thuộc thành phần băng đảng ma túy, bị bắn chết trong cuộc chạm súng với binh sĩ México tại Taxco, khu vực tây quốc gia này. |

| Thứ năm, ngày 17 tháng 6 |
| - Tòa án Hà Lan tuyên bố bản án 5 năm tù đối với 5 người đàn ông Somalia về tội tấn công tàu hàng Samanyolu mang cờ hiệu đảo Antilles thuộc Hà Lan bằng súng tiểu liên và súng phóng lựu, trong vụ xử hải tặc đầu tiên ở Âu Châu trong lịch sử hiện đại. |

| Thứ sáu, ngày 18 tháng 6 |
| - José Saramago, nhà văn viết bằng tiếng Bồ Đào Nha đầu tiên được giải Nobel Văn học, từ trần sau một cơn bệnh kéo dài tại tư gia ở Lanzarote, một đảo nằm trong chuỗi Quần đảo Canaria, ngoài khơi phía Tây lục địa Châu Phi, hưởng thọ 87 tuổi. - Chủ tịch Carl-Henric Svanberg của công ty BP tuyên bố hôm rằng, tổng Giám đốc của họ là Tony Hayward đã rút lui khỏi vai trò đứng mũi chịu sào trong vụ khủng hoảng dầu loang ở vùng Vịnh Mexico, một ngày sau khi ông Hayward làm cho các dân cử ở Quốc hội phát khùng vì đã đưa ra quá ít lời giải đáp cho những thắc mắc về tai họa gây hại cho môi trường. - Cựu Thiếu tướng Marcel Bigeard, một trong những binh sĩ được nhiều huy chương nhất của Pháp, qua đời tại Toul, Meurthe-et-Moselle nơi ông sinh ra năm 1916, thọ 94 tuổi. Ông ước nguyện tro của mình sẽ được rải trên bãi chiến trường xưa Điện Biên Phủ, nơi ông đã nhảy dù xuống vào năm 1954, nhưng bị chính phủ Việt Nam từ chối. - Tổng thống Barack Obama viết thư gửi đến các nhà lãnh đạo thế giới, cảnh cáo rằng không nên có các biện pháp cắt giảm chi tiêu quá mạnh tay. |

| Thứ bảy, ngày 19 tháng 6 |
| - Trong chuyến đi đến Nhật để khởi sự chuyến thuyết giảng kéo dài 11 ngày, Đức Đạt-lại Lạt-ma thứ 14 chỉ trích các thành phần tranh đấu chống săn cá voi, vì theo ngài họ có hành vi bạo động trong khi tìm cách ngăn cản các tàu Nhật đi săn trên biển. |

| Chủ nhật, ngày 20 tháng 6 |
| - Sau khi đến quốc gia Đông Timor bé nhỏ ở vùng Đông Nam Á ngày 18/6, Philimon Rotich người Kenya 33 tuổi đáp xuống phi trường Dili mà không có tiền để trả lệ phí thị thực hay kiếm nơi ở, tình cờ lúc đó ông ta gặp Tổng thống José Ramos-Horta ở phi trường, biết có cuộc chạy đua bán-marathon ở Đông Timor trên Internet, thắng cuộc chạy dài 21 km ngày 20/6 và được huy chương vàng cùng $5.000 tiền mặt. - Chiếc máy bay CASA C-212 nhỏ bị mất tích khi trên đường từ Yaoundé, Cameroon đến Yangadou, Cộng hòa Congo, làm thiệt mạng toàn bộ 11 người trên máy bay, bao gồm toàn bộ hội đồng quản trị của Sundance Resources, một tập đoàn khai thác mỏ của Úc. |

| Thứ hai, ngày 21 tháng 6 |
| - Một nhóm các nhân vật tranh đấu đòi hỏi công lý chính thức đưa đơn đòi có việc truy tố tội ác chiến tranh nhắm vào khoảng một chục viên chức chính phủ và quân đội Bỉ bị nghi ngờ có dính líu đến vụ ám sát Patrice Lumumba, thủ tướng đầu tiên được bầu lên một cách dân chủ ở Congo. - Tổng thống Thụy Sĩ Doris Leuthard nói giới hữu trách có lúc nghĩ đến việc dùng võ lực để cứu hai công dân nước này từng bị giam ở Libya trong hơn một năm. |

| Thứ ba, ngày 22 tháng 6 |
| - Hình tượng cổ xưa nhất của các Thánh Phêrô và Phao-lô được tìm thấy trong một hầm mộ, nằm bên dưới một tòa nhà hiện đại tám tầng, nơi khu vực lao động lân cận với Roma. - Ngoại trưởng Hàn Quốc cáo buộc chính phủ Cộng hòa Dân chủ Nhân dân Triều Tiên là có hành vi hăm dọa cộng đồng quốc tế để tránh bị trừng phạt về tội bắn chìm Cheonan. |

| Thứ tư, ngày 23 tháng 6 |
| - Một toán cảnh sát tinh nhuệ Indonesia có nhiệm vụ chống khủng bố bắt giữ nghi can khủng bố Abdullah Sunata được coi là nguy hiểm nhất trong nước cùng với hai người khác sau khi tấn công vào nơi ẩn náu của họ trên đảo Java. Có ít nhất một người bị giết và một số võ khí bị tịch thu, kể cả một quả bom bỏ trong túi đeo lưng. - Các toán cấp cứu tìm kiếm 600 người báo cáo là mất tích, vì lũ lụt cuốn qua nhiều đô thị nằm ở phía Đông Bắc Brasil. Số người chết lên đến 44 sau khi đã tìm thấy xác ba nạn nhân trong đêm trước. - Một loại ký sinh trùng đe dọa một phần tư số thu hoạch cây thẩu ở Afghanistan, khiến số cung có thể giảm, giá cả sẽ tăng cao. - Thủ tướng Abhisit tuyên bố Thái Lan sẽ cho dỡ bỏ tình trạng khẩn cấp được ban hành trong thời gian xảy ra những vụ biểu tình chống chính phủ ở thủ đô Bangkok vừa qua và nói rõ lệnh khẩn cấp sẽ được bãi bỏ tại nhiều nơi trên cả nước. Lưu trữ ngày 25 tháng 10 năm 2010 tại Wayback Machine |

| Thứ năm, ngày 24 tháng 6 |
| - Họp mặt Dân chủ lần thứ chín, từ ngày 11 đến 13 tháng 6, kết thúc tại thành phố Hannover, Đức, với sự tham dự của 55 người, đến từ Ba Lan, Đức, Hà Lan, Na Uy, Pháp, Slovakia, Cộng hòa Séc, và Hoa Kỳ (California, Minnesota, Texas, tiểu bang Washington, và Washington DC), trong đó có 31 thành viên chính thức và 24 thân hữu tham dự lần đầu tiên. - Nữ luật sư Julia Gillard, sinh ra ở Anh, trở thành nữ thủ tướng đầu tiên của Úc sau khi Thủ tướng Kevin Rudd, người từng có sự ủng hộ mạnh mẽ của dân chúng, bị triệt hạ sau một cuộc đảo chính trong nội bộ đảng, chỉ chưa đầy ba năm sau khi lên cầm quyền. - Triều Tiên đe dọa sẽ có thêm biện pháp trừng phạt đối với công dân Aijalon Gomes của Hoa Kỳ bị án tù khổ sai với lý do xâm nhập bất hợp pháp lãnh thổ quốc gia này, lấy cớ là vì Hoa Kỳ đang có chính sách thù hằn đối với họ. - Tòa án Clermont-Ferrand ở miền Trung nước Pháp kết tội một thanh niên Pháp tên Francois Cousteix vì đột nhập vào máy chủ của Twitter và xem lén trương mục của Tổng thống Barack Obama, nhưng chỉ phạt anh này 5 tháng tù treo. - Cảnh sát tiểu bang Baja California ở México bắt giữ Manuel Garibay trong khi ông ta đang lái xe từ Calexico, California vào Mexicali. Garibay là một nhân vật chỉ huy cao cấp của băng đảng ma túy Sinaloa. |

| Thứ sáu, ngày 25 tháng 6 |
| - Hàng ngàn người Ai Cập, cùng với lãnh tụ phía đối lập, ông Mohamed ElBaradei, xuống đường phản đối việc tra tấn dân chúng trong cuộc biểu tình được coi là lớn nhất sau khi xảy ra vụ một thanh niên tên Khaled Said bị cảnh sát đánh đến chết vào tháng này. - Cư dân thành phố Gori ở Gruzia, nơi sinh quán của Iosif Vissarionovich Stalin, thức giấc và không còn nhìn thấy bức tượng cao sáu mét, vốn được dựng lên từ 48 năm trước tại quảng trường trung ương. Đây là một biểu tượng khác tỏ rõ sự quyết tâm loại bỏ các tàn tích của thời Liên Xô, theo tin The New York Times. - Thật là một tin đáng buồn cho những người ủng hộ đội banh Anh trong trận đấu vòng 16 với Đức vào ngày 27 tháng 6: một con bạch tuộc tên Paul ở Đức với nhiều lần tiên đoán chính xác kết quả các trận đá banh Giải vô địch bóng đá thế giới xác định là Đức sẽ thắng. - Chỉ huy cao cấp Ghulam Sakhi của Taliban, ngụy trang bằng cách mặc quần áo phụ nữ, bị quân đội chính phủ Afganistan và quân đội quốc tế NATO bắn chết khi ông ta nổ súng trong cuộc bao vây tại quận Puli Alam thuộc tỉnh Logar ở phía Nam thủ đô Kabul. - Hội nghị thượng đỉnh G8 lần thứ 36 được tổ chức tại Huntsville, Ontario, từ 25 đến 26 tháng 6. Trong hội nghị năm nay, các nhà lãnh đạo G8 đồng ý tái khẳng định vai trò thiết yếu và tiếp tục của nhóm trong các vấn đề quốc tế, và các "khẳng định liên quan mới được tìm thấy." |

| Thứ bảy, ngày 26 tháng 6 |
| - Sau khi mất cả hai cẳng sau vì bị một máy gặt lúa chém phải vào tháng 10 năm 2009, chú mèo đen Oscar có đôi mắt xanh được ráp bằng đôi cẳng kim loại, và nay chú có thể đi lại, kể cả nhảy qua đồ vật. - Ấn Độ và Pakistan công bố sẽ cùng nhau chống khủng bố và cùng hợp tác điều tra vụ tấn công ở Mumbai vào năm 2008, đồng thời, Ấn thúc giục Pakistan đưa thêm các nghi can ra xét xử. |

| Chủ nhật, ngày 27 tháng 6 |
| - Đức Giáo hoàng Biển Đức XVI gọi các cuộc bố ráp của cảnh sát Bỉ trong khi điều tra việc các linh mục bị tố cáo xâm phạm tình dục là điều "ngạc nhiên và đáng chê trách" đồng thời bày tỏ sự ủng hộ dành cho các giám mục Bỉ bị cảnh sát cầm giữ trong khi có cuộc lục soát. |

| Thứ hai, ngày 28 tháng 6 |
| - Phiên xử tội rửa tiền của nhà cựu độc tài Manuel Noriega của Panama khai diễn ở Pháp, khởi sự với việc các luật sư đại diện than phiền về nơi ông bị giam giữ cũng như đưa ra khía cạnh pháp lý của việc dẫn độ ông từ Hoa Kỳ. |

| Thứ ba, ngày 29 tháng 6 |
| - Bác sĩ Jayant Patel của Mỹ bị cáo buộc có nhiều lỗi lầm trong một loạt các vụ mổ khi giữ chức vụ bác sĩ trưởng khoa mổ tại một bệnh viện ở Úc bị kết tội là giết ba bệnh nhân của ông và gây thương tích trầm trọng cho một người khác. - Theo các nguồn tin từ giới truyền thông Hàn Quốc, con trai út Kim Jong-un của lãnh tụ Cộng hòa Dân chủ Nhân dân Triều Tiên là Kim Chính Nhật được lặng lẽ đưa vào Quốc hội nước cộng sản này hồi năm 2009, thêm một chỉ dấu cho thấy anh ta được chuẩn bị để lên kế vị cha mình. Tuy nhiên, cơ quan tình báo Hàn Quốc lại nhanh chóng bác bỏ các báo cáo này. |

| Thứ tư, ngày 30 tháng 6 |
| - Theo tổ chức Ân xá Quốc tế trong bản báo cáo công bố, chính quyền Cuba sử dụng các luật lệ khắt khe, một guồng máy an ninh hoạt động nhuần nhuyễn cùng với sự đồng lõa của tòa án để đàn áp đối lập trong khi truy bức, theo dõi và bắt giam những người công khai chống đối chế độ cộng sản. |